# Čukalovce, Snina
Čukalovce este o comună slovacă, aflată în districtul Snina din regiunea Prešov, pe malul râului Pčolinka⁠(d). Localitatea se află la altitudinea de 380 m deasupra n.m., se întinde pe o suprafață de 9,03 km2 și în 2017 număra 168 de locuitori. Se învecinează cu Hostovice, Snina, Parihuzovce, Snina, Pčoliné, Snina și Nechválova Polianka.

## Istoric
Localitatea Čukalovce este atestată documentar din 1567.

## Demografie
| An:                | 1994 | 2004   | 2014    | 2024    |
| ------------------ | ---- | ------ | ------- | ------- |
| Număr de persoane: | 169  | 153    | 175     | 156     |
| Diferență:         |      | −9,46% | +14,37% | −10,85% |

| An:                | 2023 | 2024  |
| ------------------ | ---- | ----- |
| Număr de persoane: | 160  | 156   |
| Diferență:         |      | −2,5% |